# Guglielmo di Sens

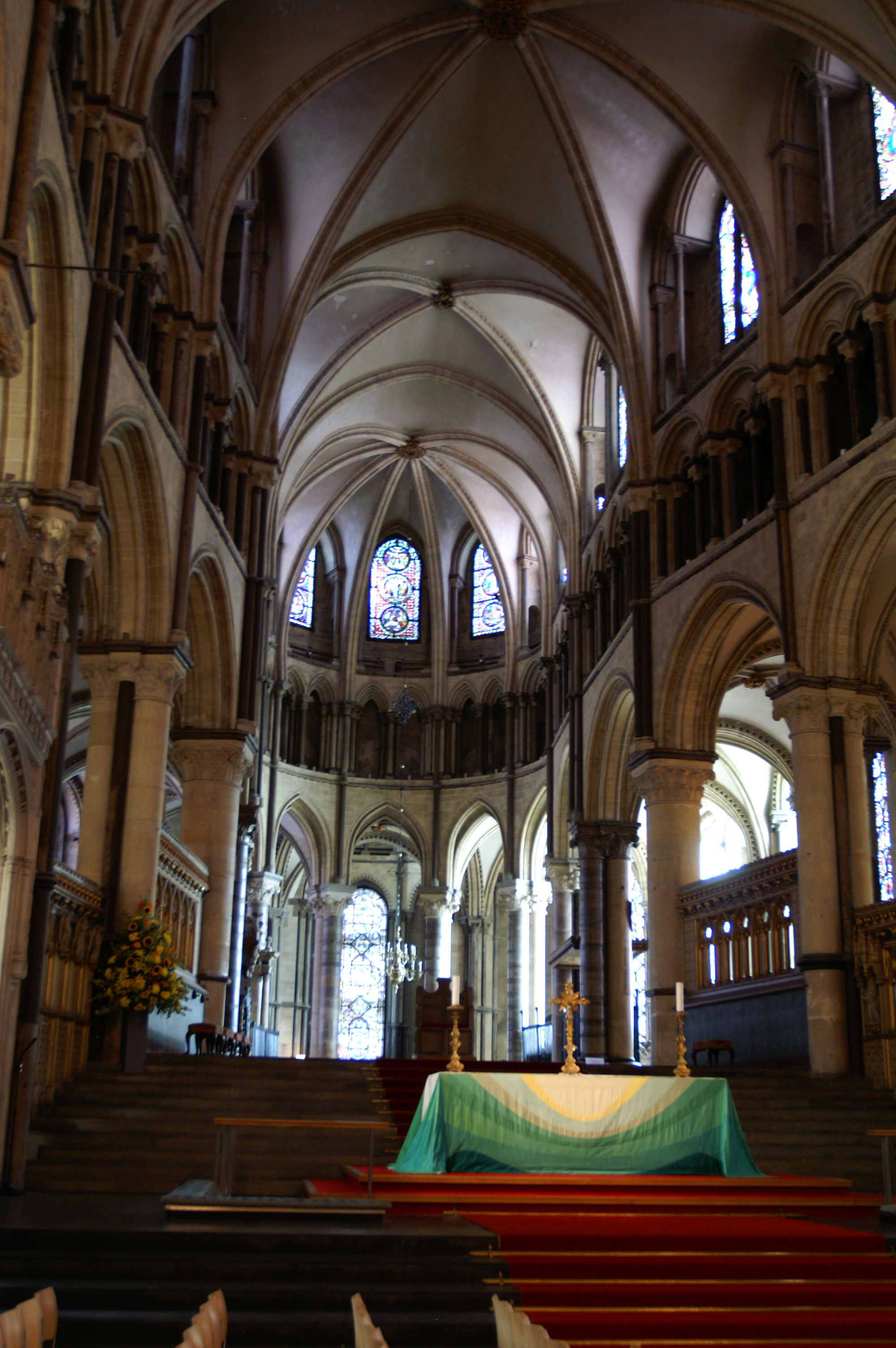
Il coro della Cattedrale di Canterbury

Guglielmo di Sens (Sens, ... – Canterbury, 11 agosto 1180) è stato un architetto francese, noto soprattutto per aver realizzato parte della cattedrale di Canterbury e aver introdotto in Inghilterra lo stile gotico.

## Biografia
Secondo quanto riporta Gervasio, un monaco contemporaneo di Canterbury, Guglielmo fu nel settembre 1174 l'architetto che intraprese la ricostruzione del coro della cattedrale di Canterbury, originariamente eretto da Corrado, priore del monastero, e distrutto da un incendio in quell'anno. Guglielmo aveva presumibilmente lavorato precedentemente nel cantiere del grande edificio religioso gotico, la Cattedrale di Sens: nella cattedrale di Canterbury, infatti, sono rintracciabili alcuni dei caratteri peculiari della cattedrale di Sens, a partire dall'uso dell'arco acuto, introdotto in Inghilterra proprio da Guglielmo.
Dallo scritto di Gervasio si possono ricavare importanti informazioni sulle novità delle tecniche architettoniche introdotte da Guglielmo; su come convinse i monaci ad affidargli l'incarico; su come comunicava con gli operai del cantiere e sul preciso avanzamento dei lavori. Il monaco Gervasio ricorda anche che Guglielmo, per accelerare l'edificazione della cattedrale di Canterbury, costruì macchine ingegnose per il trasporto e il sollevamento dei materiali edilizi necessari alla fabbrica.
Guglielmo era un uomo ambizioso, considerato dai monaci forse un po' troppo orgoglioso. Nel 1179, mentre stava lavorando nel cantiere della chiesa, cadde dall'impalcatura da un'altezza di circa quindici metri, rimanendo gravemente schiacciato e quasi morto. I monaci registrarono il fatto come un dispetto del diavolo o la vendetta di Dio.
Guglielmo non fu più in grado di lavorare, rimanendo forse paralizzato dopo quell'incidente. A causa di ciò, inizialmente diresse i lavori utilizzando un monaco come tramite con il cantiere, poi venne sostituito da Guglielmo l'Inglese, che ne proseguì l'opera, modificandone in parte le linee direttive.
Si ritiene che sia morto a Canterbury nel 1180. In alternativa potrebbe aver fatto ritorno in Francia, a Sens, dove poi sarebbe morto.

### Fonti
- Gervasio di Canterbury, Tractatus de combustione et reparatione Cantuariensis ecclesiae, ed. W. Stubbs, London 1879.

### Letteratura critica
- Francis Woodman, The Architectural History of Canterbury Cathedral, London 1981.
- P. Kidson, Gervase, Becket and William of Sens, in "Speculum", LXIX (1993), pp. 669–691.